# Дубровский (фильм, 2014)
«Дубровский» — российский фильм, снятый по мотивам романа Александра Пушкина.
Премьера в России состоялась 6 марта 2014 года. Премьера полной пятисерийной версии состоялась 4 мая 2014 года на телеканале НТВ.

## В ролях
- Данила Козловский — Владимир Дубровский
- Клавдия Коршунова — Маша Троекурова
- Юрий Цурило — Кирилл Петрович Троекуров
- Александр Мезенцев — Андрей Гаврилович Дубровский, полковник в отставке
- Игорь Гордин — Пётр Ганин
- Дмитрий Поднозов — Николай Кузнецов
- Любовь Сергеева — Егоровна
- Никита Тезин — Васька
- Евгений Сахаров — Петька
- Валерий Скорокосов — Савельев
- Валерий Гончар — Слухай
- Владимир Терещенко — Халтурин
- Ирина Жерякова — Люська
- Алексей Маслодудов — Малаев, солдат
- Стас Михайлов — Марк Дефорж
- Елена Дудина — Лара
- Леонсия Эрденко — певица
- Юлия Рогачкова — судья
- Александр Усердин — инспектор ГАИ
- Константин Галдаев — инспектор ГАИ
- Дарья Коробова — Лиля Ганина
- Александр Тараньжин — капитан ОМОНа
- Александр Ковалёв — домоправитель Троекурова
- Татьяна Корабельщикова — Марина, домработница Троекурова
- Алексей Агрызков — помощник начальника охраны
- Мария Федосова — Елена Викторовна
- Валерий Опёнкин — референт Троекурова
- Роберт Вааб — прокурор
- Людмила Тимченко — жена прокурора
- Станислав Тимченко — Туев, вице-губернатор
- Артём Кобзев — Козлов, начальник охраны Троекурова
- Евгений Вакунов — Олег, партнер Дубровского, юрист
- Вячеслав Чулюкин — инвестор
- Евгений Никоноров — архитектор
- Николай Ломтев — Тимофей Сергеевич
- Андрей Харыбин — клиент Дубровского
- Александр Жуков — юрист Ганина
- Роза Рафикова — адвокат Дубровского
- Александр Никольский — старший пристав
- Евгений Савельев — губернатор
- Виктор Бабич — майор милиции
- Юрис Лауциньш — врач
- Руслан Маликов — голос Олега / гость на приёме
- Н. Митина — пенсионерка

## Съёмочная группа
- Авторы идеи: Константин Чернозатонский
- Авторы сценария:
  - Константин Чернозатонский
  - Михаил Брашинский
- Режиссёры-постановщики:
  - Александр Вартанов
  - Кирилл Михановский
- Операторы-постановщики:
  - Всеволод Каптур
  - Анастасий Михайлов
- Художник-постановщик: Анна Полякова
- Композитор: Алексей Айги
- Исполнительные продюсеры:
  - Роза Рафикова
  - Елена Степанищева
- Ассоциированный продюсер: Константин Панфилов
- Креативный продюсер: Юлия Шагинурова
- Продюсер: Евгений Гиндилис